# Jean-Paul Derdeyn
Jean-Paul Derdeyn is een personage uit de Vlaamse soapserie Wittekerke dat werd gespeeld door Ron Cornet. Hij speelde mee in de finale van seizoen 5 (afl. 299) en keerde terug als vast personage in seizoen 6 (afl. 306-307 en 315, vast vanaf afl. 326). Hij bleef tot het einde in de serie en was dus te zien van 1998 tot 2008.

## Personage
Jean-Paul Derdeyn was de corrupte burgemeester van Wittekerke die de strijd aanging met Georges. Uiteindelijk werd Georges uitgeroepen tot de nieuwe burgemeester. Vanaf dan maken de twee constant ruzie. Hij werd samen met Jelle De Meester gegijzeld door zijn schoonzoon, Ludwig De Wolf.

## Familie
- Céline Derdeyn (dochter)
- Alexander De Wolf (kleinzoon)
- Laura Dehaene (kleindochter)
- Luc Derdeyn (zoon)
- Lotte Vandenbroecke (dochter)
- Nellie De Donder (ex-vrouw)
- Kathleen Allermeers (vrouw)